# أبو عمرو عثمان بن محمد المنصور
أبو عمرو عثمان أو أبو عمرو عثمان بن محمد المنصور ولد في 27 رمضان 821 هـ/28 أكتوبر 1418 م، هو سلطان حفصي، حكم إفريقية لمدة تفوق نصف قرن، أي منذ عام 839 هـ/1435 م إلى وفاته في أواخر رمضان 893 هـ/أوائل سبتمبر 1488 م.

## أوصافه
يقول الرحالة أدورن (Adorne) أصيل مدينة بروج واصفا السلطان أبي عمرو عثمان بأنه طويل القامة، قليل الكلام، معتدل، على غاية من الورع، عادل، يعطف على الجميع ويحظى بمحبة شعبه",

## فترة حكمه
خَلَفَ أبو عمرو عثمان أخاه أبا عبد الله محمد المنتصر. وقد واصل عمل جده أبي فارس. ويرى المؤرخ روبار برانشفيك أنه يمكن تقسيم عهده إلى ثلاث فترات  هي:

### المرحلة الأولى
تمتد فيما بين عامي 1435 م و1452 م: وقد تميزت هذه الفترة بطول التمردات على حكمه، إذ ثار عليه كل من عمّ أبيه أبي عبد الله محمد الحسين بن السلطان أبي العباس، وعمّه أبي الحسن بن السلطان أبي فارس الذي قاوم جنود السلطان لمدة سبعة عشر عاما. وفي نفس الوقت قام السلطان أبو عمرو عثمان فيما بين عامي 1441 م و1451 م بإخضاع المناطق الجنوبية لإفريقية وصولا إلى تقرت، من جهة والأراضي الطرابلسية من جهة أخرى.

### المرحلة الثانية
تمتد فيما بين عامي 1453 م و1470 م: وبصفة عامة كانت هذه الفترة حسب برانشفيك أقل ازدهارا وأمنا بالمقارنة مع الفترة السابقة  وقد ظهر خلالها الوباء أكثر من مرة أعوام 1443م و1453م و1458م، كما ظهرت المجاعة حتى أن الحكومة كانت توزع الخبر على الناس وأضف إلى ذلك شهدت هذه الفترة ثورة بعض القبائل، وقد ذكرت لأول مرة قبائل أولاد مسكين وأولاد يعقوب والشنانفة وأولاد سلطان وأولاد عون ، وقد واجه أبو عمرو عثمان تلك القبائل في مضاربها، وطاف عدة مرات في جميع أرجاء بلاده إلى أن وصل الأراضي الطرابلسية جنوبا ، يقول ابن الشماع: «ومن مآثره –نصره الله- ملازمته للسفر في كل عام لردع المفسدين في الأرض، وكفهم عن إذاية العباد، وقد نصره الله عليهم في مواطن كثيرة بنيته الصادقة».
المرحلة الثالثة
تمتد بين عامي 1470 م و1488 م: وهي فترة ازدهار، وقد وصف أحد الرحالة الأوربيين أبا عمرو عثمان قائلا إنه «أعظم وأقدر وأثرى ملك من الملوك المغاربة» ، وإن كانت المعلومات شحيحة حول هذه الفترة من عهد أبي عمرو عثمان، فإنه قد استقبل خلالها عددا من شيوخ القبائل.

## صلح بجاية
قام المفتي منصور المنجلاتي خلال عام 843هـ بإبرام صلح في مسجد عين البربر ببجاية ما بين سلطان الدولة الحفصية «أبو عمرو عثمان بن محمد المنصور» مع عمه والي بجاية آنذاك «أبو الحسن علي بن أبي فارس».
ذكر تقي الدين المقريزي (764هـ-845هـ) هذه الواقعة في الصفحتين 453 و454 ضمن المجلد السابع من كتابه السلوك لمعرفة دول الملوك:
| أبو عمرو عثمان بن محمد المنصور | في عام 843هـ (1440م): جرت حروب بأفريقية (حاليا تونس) من بلاد المغرب، وذلك أنه لما مات أبو فارس عبد العزيز المتوكل (1361م-1434م)، وقام من بعده حفيده المنتصر أبو عبد اللّه محمد بن أبى عبد الله (توفي 1435م) ولى عمه "أبا الحسن علي بن أبي فارس" بجاية وأعمالها، فلما مات المنتصر، وقام من بعده أخوه "أبو عمرو عثمان بن أبي عبد الله"، امتنع عمه "أبو الحسن" من مبايعته، ورأى أنه أحق منه، ووافقه فقيه بجاية "منصور بن علي بن عثمان (المنجلاتي الزواوي)" وله عصبة وقوة، فاستبد بأمر بجاية وأعمالها، فسار "أبو عمرو" من تونس في جمع كبير لقتاله، فالتقيا قريبًا من تبسة وتحاربا، فانهزم "أبو الحسن" إلى بجاية، ورجع "أبو عمرو" إلى تونس، ثم خرج "أبو الحسن" من بجاية، وضم إليه "عبد الله بن صخر" من شيوخ إفريقية، ونزل بقسطنطينة وحصرها وقاتل أهلها مدة، فسار إليه "أبو عمرو" من تونس في جمع كبير، فلما قرب منه سار "أبو الحسن" عائدًا إلى جهة بجاية، فتبعه "أبو عمرو" حتى لقيه وقاتله، فإنهزم منه بعد ما قتل "أبو الحسن" عدة من أصحابه، وعاد كل منهما إلى بلده، فلما كان في هذه السنة أعمل "أبو عمرو" الحيلة في قتل "عبد الله بن صخر" حتى قتله، وحملت رأسه إليه بتونس، ففت ذلك في عضد "أبي الحسن"، ثم جهز "أبو عمرو" العساكر من تونس في إثر ذلك، فنازلت بجاية عدة أيام، حتى خرج الفقيه "منصور بن علي (المنجلاتي الزواوي)" إلى قائد العسكر، وعقد معه الصلح ودخل به إلى بجاية، وعبر الجامع (جامع عين البربر) وقد اجتمع به الأعيان. وجاء "أبو الحسن" ووافق على الصلح وأن تكون الخطبة "لأبي عمرو"، ويكون هو ببجاية في طاعته، وترجع العساكر عن بجاية إلى تونس، فلما تم عقد الصلح أقيمت الخطبة باسم "أبي عمرو"، وعادت العساكر تريد تونس فبلغهم أن "أبا عمرو" خرج من تونس نحوهم لقتال "أبي الحسن"، فأقاموا حتى وافاهم، ووقف على ما كان من أمر الصلح، فرضي به، وأخذ في العود إلى جهة تونس، فورد عليه الخبر بأن "أبا الحسن" خاف على نفسه من أهل بجاية، فخرج ليلاً حتى نزل "جبل عجيسة" فأقر عساكره حيث ورد عليه الخبر، وسار جريدة في ثقاته، ودخل مدينة بجاية، فسر أهلها بقدومه، وزينوا البلد، فرتب أحوالها واستخلف بها أصحابه، وعاد إلى معسكره، واستدعي شيوخ "عجيسة" فأتاه طائفة منهم فأرادهم على تسليم "أبى الحسن" إليه، وبذل لهم المال، فأبوا أن يسلموه، فتركهم وعاد إلى تونس فكثر جمع "أبي الحسن" بالجبل، وأقام به مدة، ثم خاف من "عجيسة" أن تغدر به، ولم يأمنهم على نفسه، فسار ونزل "جبل عياض" قريبًا من الصحراء، وللّه عاقبة الأمور | أبو عمرو عثمان بن محمد المنصور |

## سياسته الخارجية
تميزت فترة حكم أبي عمرو عثمان بعلاقاته الودية مع كل من مماليك مصر والسلاطين الأتراك-العثمانيين وكذا مع غرناطة الإسلامية التي كانت تعيش آنذاك آخر عهدها الإسلامي قبل سقوطها عام 1492، فقد أرسل بعض الإعانات المالية لملوكها في سبيل الجهاد، وفي هذا المعنى يقول ابن الشماع إن من مآثره «صدقته الجارية في كل عام على أهل جزيرة الأندلس إعانة لهم على ما هم بصدده من جهاد عدو الدين»  كما تواصلت العلاقات الدبلوماسية والتجارية في عهده مع الدول النصرانية بإيطاليا وتم عقد اتفاقيات مع كل من البندقية عام 1456م وجنوة عام 1465م وفلورانس عام 1460م  نابولي عام 1478م. وقد كان يوجد بتونس قناصل بندقيون وجنويون، وكانت الخط البحري منتظما بين إفريقية والدول الإيطالية.

## من إنجازاته
لقد قام أبو عمرو عثمان بعدد من الإنجازات في عهده، منها:
- الاهتمام بالجانب التعليمي والعلمي والثقافي من خلال بناء المدارس وأهمها تلك التي تقع إزاء زاوية سيدي محرز بن خلف، وجعل فيها درسا لقراءة العلم وسكنى للطلبة وجعل بها سقاية، وكان بناؤها عام 840 هـ/1480 م [7]/ كما استكمل الدرسة المنتصرية التي شرع في بنائها سلفه أبو عبد الله محمد المنتصر بالله، يقول ابن الشماع: «ومن مآثره تكملته بناء مدرسة سوق الفلقة التي شرع في بنائها السيد المولى أبو عبد الله المنتصر –- فأكملها على أكمل بناء وأتقنه، وأوقف عليها وقفا مؤبدا كافيا لها ولمن بها من الطلبة والقومة. فعمرت عمارة قوية، وحصل ثوابها، في ميزان حسناته... وفي فعله هذا –نصره الله- صلة لذوي الأرحام فإن في ذلك إحياء لذكرهم وتجديدا للرحمة عليهم.».[8][9] وفي نفس الإطار اهتم بالكتاتيب، إذ: «ومن مآثره –نصره الله- بناء ثلاثة مكاتب لقراءة القرآن، واحد قبليّ الجامع الأعظم واثنان بباب المنارة».[10]
- وفي نفس الإطار أسس مكتبة بجامع الزيتونة وجعلها مفتوحة أمام المستفيدين وجعل عليها موظفين للاعتناء بهم، وفي هذا المعنى يقول ابن الشماع:[11]| أبو عمرو عثمان بن محمد المنصور | من مآثره –نصره الله- إخراجه لخزانة الكتب التي بقصره المشتملة على أمهات الدواوين والمعدومة المثال، وجعل لها خزانة بالمقصورة الشرقية من الجامع الأعظم، وجعل لها قومة يقومون بها وقت الانتفاع بها وقتا محدودا، وأوقف عليها وقفا مؤبدا كافيا. فعم نفعها وعظم ثوابها | أبو عمرو عثمان بن محمد المنصور |
- اهتمامه بالمنشآت المائية من أسبلة وميضات ومن بينها بناء ميضة للوضوء والطهارة شمالي جامع الزيتونة [6] وسبيل بزاوية سيجوم

## إشارات مرجعية
1. 1 2 3 4 5 6 7 8 9 10 11 12 13 14  روبار برنشفيك، تاريخ إفريقية في العهد الحفصي، تعريب حمادي الساحلي، دار الغرب الإسلامي، بيروت، 1988، ج1، ص 272-306
2. ↑  Deux récits de voyage en Afrique du Nord au XVe siècle, R. Brunschvig, Paris 2001
3. ↑  ابن الشماع، الأدلة البينة النورانية في مفاخر الدولة الحفصية، تحقيق الطاهر المعموري، الدار العربي للكتاب، تونس 1984، ص 132-133
4. ↑  كتاب : السلوك لمعرفة دول الملوك 21 نسخة محفوظة 22 يونيو 2019 على موقع واي باك مشين.
5. ↑  ص184 - كتاب الموسوعة التاريخية الدرر السنية - - المكتبة الشاملة الحديثة نسخة محفوظة 22 يونيو 2019 على موقع واي باك مشين.
6. 1 2  ابن الشماع، الأدلة، المصدر نفسه، ص 126
7. ↑  ابن الشماع، الأدلة، المصدر نفسه، ص 122
8. ↑  ابن الشماع، الأدلة، المصدر نفسه، ص 127-128
9. ↑  Abdelaziz Daoulatli, Tunis sous les Hafsides, INAA, Tunis 1976, p. 165
10. ↑  ابن الشماع، الأدلة، المصدر نفسه، ص 125
11. ↑  ابن الشماع، الأدلة، المصدر نفسه، ص 124

| سبقه أبو عبد الله محمد المنتصر | سلطان حفصي (تونس) 839هـ-893هـ/1435م- 1488م | تبعه أبو زكرياء يحيى الثالث |